# Abiba Abużakynowa
Abiba Rachmonali kizi Abużakynowa (oryg. Абиба Рахмонали кизи Абужакынова; ur. 4 lipca 1997) – kazachska judoczka. Olimpijka z Paryża 2024, gdzie zajęła piąte miejsce w wadze ekstralekkiej.
Srebrna medalistka mistrzostw świata w 2025; brązowa w 2022 i 2024, piąta w 2023; uczestniczka zawodów w 2021. Startowała w Pucharze Świata w 2018, 2019 i 2022. Srebrna medalistka igrzysk azjatyckich w 2022, a także mistrzostw Azji w 2021 i 2022. Wicemistrzyni świata juniorów w 2017 roku.